# Arif Daşdəmirov
Arif Daşdəmirov (ur. 10 lutego 1987 w Qusarze) – azerski piłkarz. Występował na pozycji pomocnika. W reprezentacji Azerbejdżanu zadebiutował w 2012 roku.